# ブラウン・ボベリ
ブラウン・ボベリ（Brown, Boveri & Cie. 略称: BBC）は、かつてスイスに存在した電機メーカーである。

## 概要
1891年にスイスのバーデンで創業、発電機や変圧器、機関車を含む鉄道システムほか輸送機器の製造も手掛けた。また蒸気タービン関連の製品なども開発・製造していた。後述の通り、1920年代には日本の鉄道事業者が当社製の電気機関車を輸入して使用している。
1988年にスウェーデンのアセア社と合併し、ABBグループとなった。

## 日本との関わり

### 鉄道車両
日本へも下記の機関車を輸出していた。
- 国鉄ED12形電気機関車
- 国鉄ED41形電気機関車
- 国鉄ED54形電気機関車
- 吉野鉄道電機1形電気機関車